# 미국 북부사령부
미국 북부사령부(United States Northern Command (USNORTHCOM))는 콜로라도주 콜로라도스프링스의 페터슨 공군 기지에 본부를 두고 있는 미군의 통합전투사령부이다.

## 책임 지역

보라색으로 칠해진 USNORTHCOM의 책임 지역

북부사령부는 캐나다, 미국 본토, 푸에르토 리코, 캐나다, 멕시코가 속해있는 북아메리카 대륙 지역을 책임지역으로서 담당한다.

## 역사
2001년 9·11 테러를 계기로 미국의 대통령 조지 W. 부시는 통합전투사령부 계획을 개정하여, 각 통합전투사령부의 책임지역을 변경하였으며, 새로이 미국 본토 방어를 위해 북부사령부의 설립을 구상하였다.
2002년 4월 17일, 미국 본토 방어를 위해 북부사령부를 창설하였다. 사령부는 태평양 사령부로부터 미국 서부해역 책임지역을 이양받고, 본토방어에 대한 1차 권한, 그리고 배속 및 관련부대에 대한 통제기능을 부여받았다. 사령관은 북미항공우주방위사령부 사령관이 겸임한다 국방부는 북부사령부에 전속시킬 조직을 고르지 못했지만, 본부를 운영할 200명의 군인으로 10월 2일에 활동을 개시하였다.
2005년 9월, 미국 육군 전력사령부의 제5군이 북부사령부의 육군 구성군으로 지정됨에 따라 이듬해 2006년 10월까지 준비를 거쳐 미국 북부 육군으로 재편성되었다.
2013년 11월, 북부특수작전사령부가 설립되었다.
2014년 10월  말, 북아메리카 통합 방위를 확립하기 위한 미국의 국방장관 척 하젤의 계획이 승인됨에 따라 알래스카 사령부의 관할통제권을 미국 태평양 사령부로부터 넘겨받았다.
2014년 12월 19일, 미국 함대전력사령부가 북부사령부 예하 해군 북부전력사령부 본부로 지정되고 해군 북부전력사령관 직책은 함대전력사령관이 겸직한다.
2016년 5월 13일, 첫 여성 NORAD 사령관이자 첫 미국 북부사령관로서 로리 J. 로빈슨 대장이 임명되었다. 그녀는 제24대 NORAD 사령관이자, 제7대 미국 북부사령관을 겸임하여 근무하게 된다.

## 편성

근무구성사령부
북부 육군/제5군 (ARNORTH/Fifth Army)
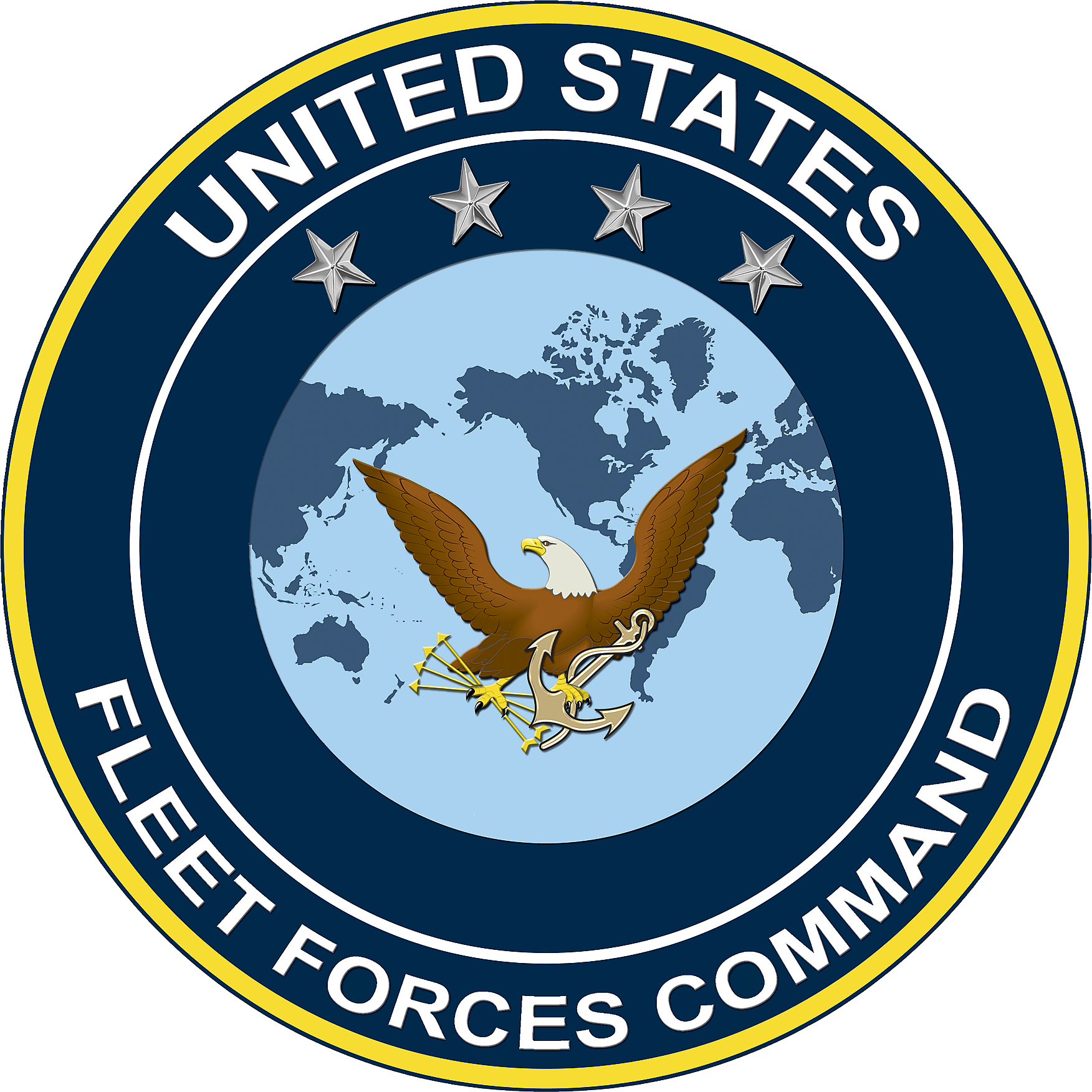
함대전력사령부/해군 북부사령부 (USFLTFORCOM/)
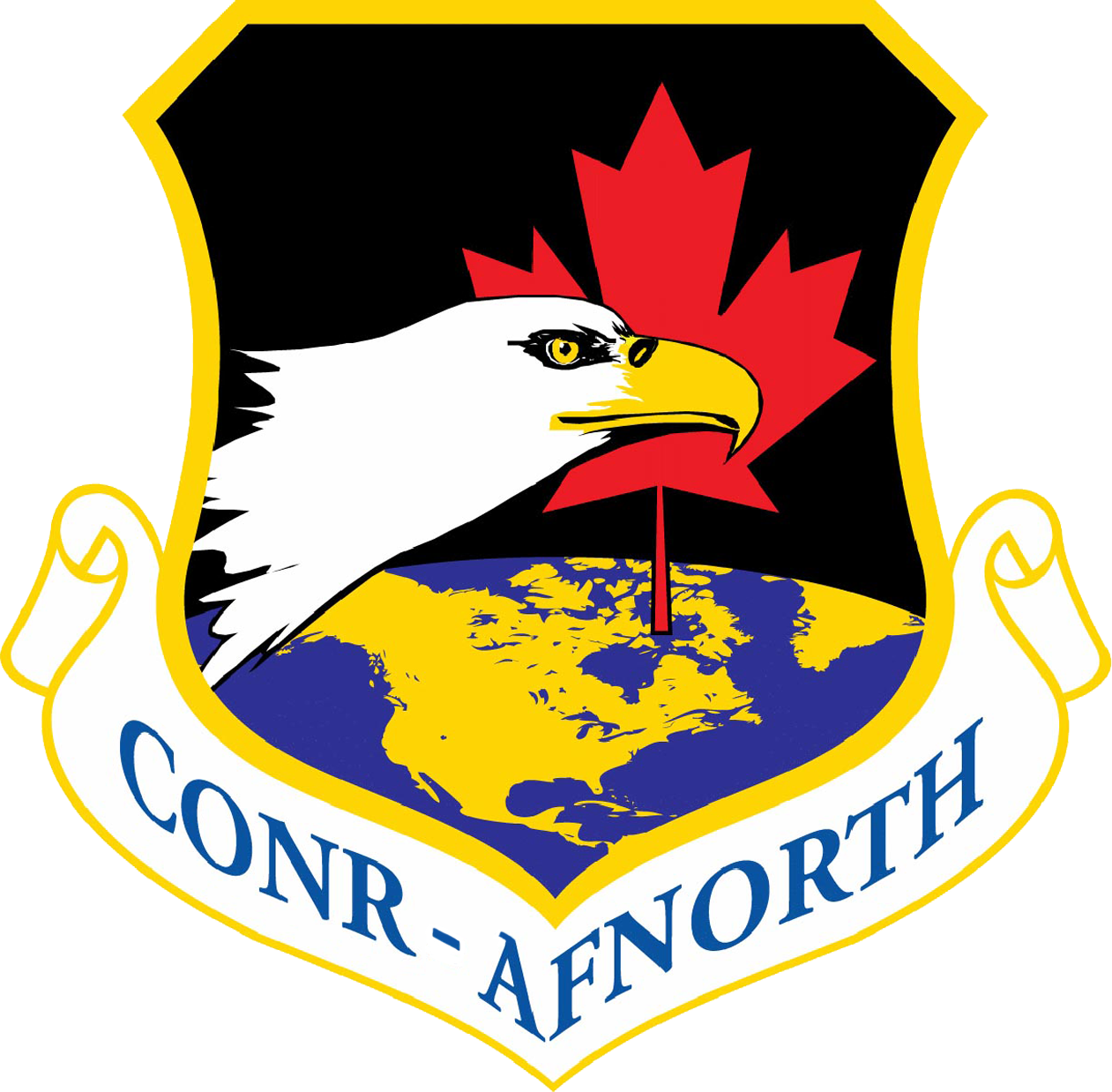
제1공군/북부 공군 (1AF-AFNORTH)
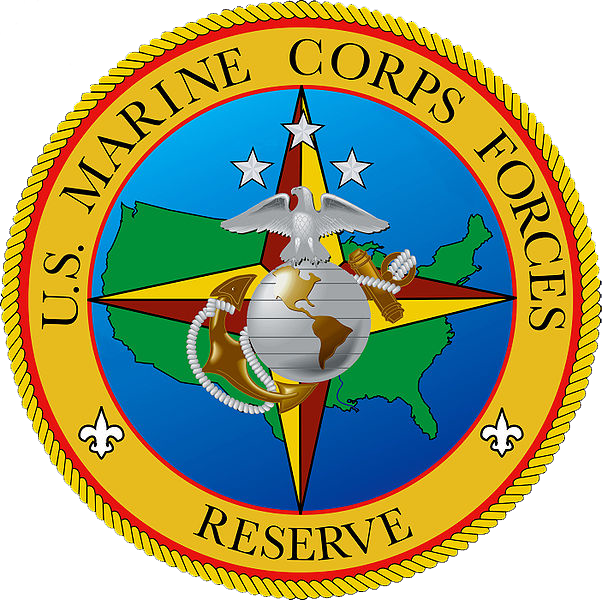
북부 해병대/해병대 예비군 (MARFORNORTH/MARFORRES)

통합구성사령부, 태스크포스
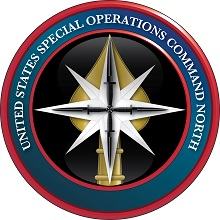
북부특수작전사령부 (SOCNORTH)
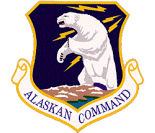
알래스카 사령부 (ALCOM)
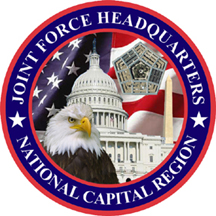
수도권합동전력본부 (JFHQ-NCR)
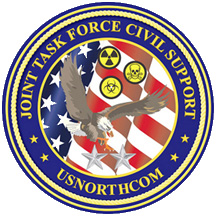
민간지원 합동태스크포스 (JTF-CS)
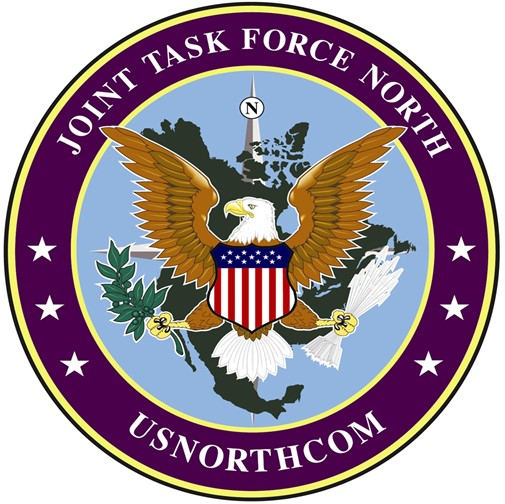
북부합동태스크포스 (JTF-NORTH)

## 역대 사령관
| #    | 사진 | 계급, 군종 | 이름                                            | 임명             | 이임            | 비고                                            |
| ---- | ---- | ---------- | ----------------------------------------------- | ---------------- | --------------- | ----------------------------------------------- |
| 초대 |      | 공군 대장  | Ralph E. Eberhart 랄프 E. 에버하트              | 2002년 10월 22일 | 2004년 11월 5일 |                                                 |
| 2대  |      | 해군 제독  | Timothy J. Keating 티모시 J. 키팅               | 2004년 11월 3일  | 2007년 3월 23일 |                                                 |
| 3대  |      | 공군 대장  | Victor E. Renuart Jr. 빅터 E. 레너아트 Jr.      | 2007년 3월 23일  | 2010년 5월 19일 |                                                 |
| 4대  |      | 해군 제독  | James A. Winnefeld, Jr. 제임스 A. 윈네필드, Jr. | 2010년 5월 19일  | 2011년 8월 3일  |                                                 |
| 5대  |      | 육군 대장  | Charles H. Jacoby Jr. 찰스 H. 자코비, Jr.       | 2011년 8월 3일   | 2014년 12월 5일 |                                                 |
| 6대  |      | 해군 제독  | William E. Gortney 윌리엄 E. 거트니             | 2014년 12월 5일  | 2016년 5월 12일 |                                                 |
| 7대  |      | 공군 대장  | Lori J. Robinson 로리 J. 로빈슨                 | 2016년 5월 13일  | 2018년 5월 24일 | 제24대 NORAD 사령관 초대 USNORTHCOM 여성 사령관 |
| 8대  |      | 공군 대장  | Terrence J. O'Shaughnessy 테렌스 J. 오쇼네시    | 2018년 5월 24일  | 임기중          |                                                 |

## 참고
1. ↑  김경철 (2002년 4월 26일). “美, 본토방어 북부 사령부 창설”. 주간한국. 2020년 1월 25일에 확인함.
2. ↑  “美 국토 방어기구 북부사령부 활동 개시”. 연합뉴스. 2002년 10월 2일. 2020년 1월 24일에 원본 문서에서 보존된 문서. 2020년 1월 25일에 확인함.
3. ↑  “NORTHCOM assumes oversight of Alaskan Command”. 2014년 10월 29일. 2016년 6월 14일에 확인함.
4. ↑  “Alaskan Command joins U.S. Northern Command”. 2014년 11월 3일. 2016년 6월 14일에 확인함.
5. 1 2  “Woman takes over top-tier U.S. combat command - a first”. CBS 뉴스. 2016년 5월 13일. 2016년 6월 14일에 확인함.